# Maxi Herber
Maxi Herber, verh. Baier (* 8. Oktober 1920 in München; † 20. Oktober 2006 in Garmisch-Partenkirchen), war eine deutsche Eiskunstläuferin, die im Einzellauf und im Paarlauf startete.
Im Einzellauf wurde Herber, die für den Münchener EV antrat, in den Jahren 1933 bis 1935 deutsche Meisterin. Bis heute ist sie die jüngste deutsche Meisterin der Geschichte. Sie nahm an drei Europameisterschaften teil. 1935 und 1938 verpasste sie als Vierte eine Medaille knapp, 1936 wurde sie Siebte. Ihre einzige Weltmeisterschaft im Einzel beendete sie 1934 auf dem siebten Platz.
Ungleich erfolgreicher war Herber im Paarlauf mit Ernst Baier. Von 1934 bis 1936 und von 1938 bis 1941 wurden sie deutsche Meister. Von 1935 bis 1939 wurden sie fünfmal hintereinander Europameister. Sein Weltmeisterschaftsdebüt hatte das Paar 1934. Dort gewannen Herber und Baier die Bronzemedaille hinter den Ungarn Emília Rotter und László Szollás und den Österreichern Idi Papez und Karl Zwack. Es war insgesamt ihre einzige Teilnahme bei einem internationalen Turnier, bei dem Herber und Baier nicht gewannen. Von 1936 bis 1939 wurden sie viermal in Folge Weltmeister. Bei den Olympischen Spielen 1936 in Garmisch-Partenkirchen gewannen sie die Goldmedaille. Herber ist bis heute Deutschlands jüngste Goldmedaillengewinnerin bei Olympischen Winterspielen.
Maxi Herber und Ernst Baier haben das Paarlaufen revolutioniert. Sie waren die ersten, die parallele Sprünge zeigten. Das Paar kam auch in dem offiziellen Olympia-Film von Leni Riefenstahl vor. Ernst Baier hatte die Kür entworfen und einen Komponisten gefunden, der sie musikalisch untermalte, um eine Einheit zwischen Lauf und Musik herzustellen.
Nach dem Zweiten Weltkrieg gründeten sie 1951 die Eisrevue „Eisballett Maxi und Ernst Baier“. Damit prägten sie den Showteil des Spielfilms Der bunte Traum (1952).
Baier ist auf dem Cover des Nachrichtenmagazins Der Spiegel vom 28. Januar 1953 abgebildet (Untertext: SPRÜNGE AUF DEM EIS. Ein Büschel Mimosen: Maxi Baier).
Später verkauften sie ihr Geschäft an „Holiday on Ice“. Maxi Herber und Ernst Baier heirateten nach der Amateurkarriere im Jahre 1940 und hatten drei Kinder. Die Ehe wurde 1964 geschieden. In der Folge lebte Maxi Herber von Sozialhilfe und zog mit Unterstützung der Deutschen Sporthilfe nach Oberau.
Im Jahre 2000 zog Herber ins Alten- und Pflegeheim Lenzheim in Garmisch-Partenkirchen. Hier stellte sie ihre selbstgemalten Aquarell-Karikaturen aus. Sie litt an der Parkinson-Krankheit und starb am 20. Oktober 2006 in dem Seniorenheim in Garmisch-Partenkirchen. Ihr Grab liegt auf dem Partenkirchener Friedhof.
In einem Interview kurz vor ihrem Tode erklärte sie zum Verbleib ihrer 1936 errungenen Olympia-Goldmedaille, sie habe sie einst verkauft und den Erlös einer israelischen Stiftung zur Unterstützung von überlebenden Opfern des Holocausts zukommen lassen.

## Ergebnisse

### Einzellauf
| Wettbewerb / Jahr        | 1933 | 1934 | 1935 | 1936 | 1937 | 1938 |
| ------------------------ | ---- | ---- | ---- | ---- | ---- | ---- |
| Weltmeisterschaften      |      | 7.   |      |      |      |      |
| Europameisterschaften    |      |      | 4.   | 7.   |      | 4.   |
| Deutsche Meisterschaften | 1.   | 1.   | 1.   |      |      | 2.   |

### Paarlauf
(mit Ernst Baier)
| Wettbewerb / Jahr        | 1934 | 1935 | 1936 | 1937 | 1938 | 1939 | 1940 | 1941 |
| ------------------------ | ---- | ---- | ---- | ---- | ---- | ---- | ---- | ---- |
| Olympische Winterspiele  |      |      | 1.   |      |      |      |      |      |
| Weltmeisterschaften      | 3.   |      | 1.   | 1.   | 1.   | 1.   |      |      |
| Europameisterschaften    |      | 1.   | 1.   | 1.   | 1.   | 1.   |      |      |
| Deutsche Meisterschaften | 1.   | 1.   | 1.   |      | 1.   | 1.   | 1.   | 1.   |